# Zermizinga boreophilaria
Zermizinga boreophilaria är en fjärilsart som beskrevs av Achille Guenée 1868. Zermizinga boreophilaria ingår i släktet Zermizinga och familjen mätare. Inga underarter finns listade i Catalogue of Life.